# 이정훈 (1980년)
이정훈(1980년 11월 11일 ~ )은 모던 록 밴드 넬 (Nell)의 베이시스트이다. 밴드 내에서 코러스를 하기도 하고, 곡에 따라서 키보드, MPC, 플로어 탐 등을 다루기도 한다.

## 활동

### 외부 활동
- 넬로서의 활동 이외에, 라디오 로고송과 다음 가수들의 곡에 참여하였다.

| 연도 | 노래                    | 앨범                      | 가수     | 참여                   |
| ---- | ----------------------- | ------------------------- | -------- | ---------------------- |
| 2008 | 넬의가혹한라디오(U KBS) | 넬의가혹한라디오(KBS DMB) | 이정훈   | 작사, 작곡, 편곡, 노래 |
| 2011 | Kasio                   | 마이 프린세스 OST Part.1  | 타루     | 작사, 작곡             |
| 2011 | Because                 | Over The Top              | 인피니트 | 작사, 작곡             |
| 2012 | 41일                    | Another Me                | 김성규   | 작사 참여, 작곡, 편곡  |
| 2012 | I Need You              | Another Me                | 김성규   | 작사, 작곡, 편곡       |
| 2017 | 어느 늦은 아침          | 어느 늦은 아침            | 주(JOO)  | 작사, 작곡, 편곡       |

## 에피소드 및 기타 사항

### 에피소드
넬의 멤버들은 어려서부터 친구들이었기 때문에 서로에 관한 에피소드와 이들과 친한 사람들과의 에피소드가 다수 존재한다. 다음은 그 내용.
| - 2008년 Stay 콘서트에서 악기를 연주하는 폼이 마치 계산기를 두드리는 듯하다 하여 계사리스트라 불리기도 하였다. - 김종완이 이정훈이 집에 신발이 400켤레가 있다고 언급하며 '섹스 앤 더 시티'의 주인공 캐리 같다고 표현했다. 그 이후 캐리정훈이라 불리기도 했다. - 2012년 사인회 중 한 남성팬이 이정훈에게 "아… 생각보다 남성팬분이 되게 적네요. 놀랐어요" 라 하자 이에 이정훈이 "괜찮아요. 당신이 있잖아요. 일당 백은 되는 것 같은데?"라 답했다. - 2012년 C.S.I(Coming Soon Interview)에서 사람들이 자신을 훈저씨라고 많이 부른다고 언급했다. 이때 훈저씨란 이정훈과 아저씨의 합성어를 가리킨다. |

### 기타 사항
- 넬에서 유일한 동네 친구이자, O형이다.
- 키는 180 cm 초반이다.
- 소녀시대를 좋아한다.
- 팬들 사이에서 훈, 훈자, 미소천사, 훈저씨 등으로 불린다.